# Giuseppe Anselmi
Giuseppe Anselmi (ur. 16 listopada 1876 w Nicolosi, zm. 27 maja 1929 w Zoagli) – włoski śpiewak operowy, tenor.

## Życiorys
W dzieciństwie uczył się gry na skrzypcach i od 13. roku życia występował publicznie, grając na tym instrumencie. Karierę śpiewaczą rozpoczął od występów w operetkach, w 1896 roku wystąpił w Atenach w swojej pierwszej roli operowej w Rycerskości wieśniaczej Pietro Mascagniego. Po dalszych studiach wokalnych u Luigiego Mancinellego rozpoczął w 1900 roku występy w Neapolu i Turynie. W latach 1901, 1904 i 1909 śpiewał w Covent Garden Theatre w Londynie. Należał do najbardziej podziwianych tenorów swojej epoki. Gościnnie występował w teatrach operowych w Buenos Aires, Warszawie, Petersburgu oraz na scenach hiszpańskich. Zasłynął przede wszystkim rolami Romea w Romeo i Julii Gounoda, Kawalera Des Grieux w Manon Masseneta i Leńskiego w Eugeniuszu Onieginie Czajkowskiego. W 1918 roku zakończył karierę śpiewaczą, po raz ostatni wystąpił publicznie jako skrzypek w 1926 roku w Rapallo. Zachowały się nagrania płytowe jego głosu zrealizowane dla włoskiej wytwórni Fonotipia. Po śmierci został pochowany w katedrze w Katanii, natomiast serce artysty zgodnie z jego wolą pochowano w Madrycie.
Poza śpiewem i grą na skrzypcach zajmował się także komponowaniem, napisał m.in. Poema sinfonico na orkiestrę, szereg utworów kameralnych i pieśni.